# Джина Девіс
Вірджинія Елізабет «Джіна» Девіс (англ. Virginia Elizabeth «Geena» Davis, 21 січня 1956, Ворхем, Массачусетс) — американська акторка, продюсерка, сценаристка, феміністка і колишня фотомодель. Найбільш відома за ролями у фільмах «Муха» (1986), «Бітлджус» (1988), «Турист мимоволі» (1988, лауреатка «Оскару» за найкращу жіночу роль другого плану), «Тельма і Луїза» (1991) і «Довгий поцілунок на добраніч» (1996). Також відома за роллю Маккензі Аллен в телесеріалі «Жінка-президент», за яку отримала «Золотий глобус» у 2006 році.

## Ранні роки
Народилася в Ворхемі, штат Массачусетс.
Батьки до мистецтва не мали відношення: мати працювала вчителькою міської школи, батько інженером. Мати прищепила Вірджинії Елізабет прагнення до лідерства і наполегливість у досягненні поставленої мети. Дівчинка мала хороші оцінки, була кращою ученицею класу. Любов до читання і наукам пізніше допоможуть Девіс отримати членство в «Менс» — найстарішої організації для людей з високим IQ.
У школі Джина Девіс виявила музичні таланти. Застосування їм дівчина знайшла, акомпануючи на органі церковному хору. Іноді й сама співала. Після школи вирушила до Бостона і вступила до університету, зосередивши сили на вивченні театрального мистецтва.
1979 року закінчила Бостонський університет, після чого переїхала до Нью-Йорка.
У Нью-Йорку Девіс підписала контракт з модельним агентством Zoli і працювала фотомоделлю, перш ніж в 1982 році дебютувала на телебаченні.

## Кар'єра
Девіс помітив режисер Сідні Поллак і запропонував їй невелику роль у фільмі «Тутсі» (1982). У 1983 році вона отримала регулярну роль другого плану в недовгому ситкомі «Буффало Білл» з Дабні Колеман і Джоанною Кессіді. У 1985 Девіс отримала першу головну роль, в ситкомі «Сара», спробі повторити успіх «Шоу Мері Тайлер Мур», проте серіал закрили після одного сезону.

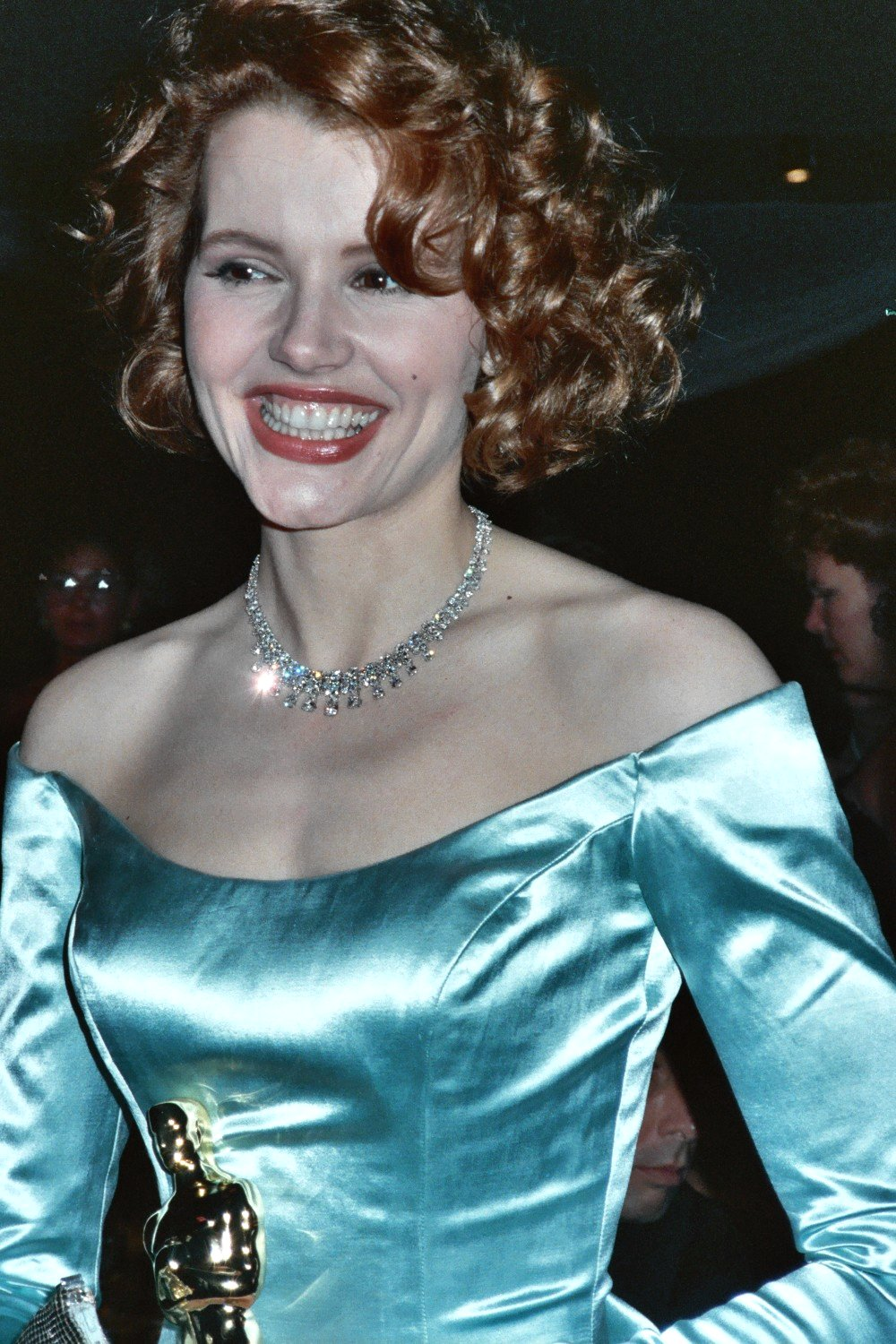
На Губернаторському балу після трансляції 61-ї церемонії вручення премії «Оскар», 1989

Після ролей у фільмах «Муха» (1986) і «Бітлджус» (1988) Девіс отримала премію «Оскар» як найкраща акторка другого плану за роль в картині «Турист проти волі», на подив багатьох критиків. У 1991 році вона зіграла у фільмі «Тельма і Луїза» із Сьюзен Сарандон, за що була номінована на «Оскар». У наступні роки знялася в кількох комерційно успішних фільмах, але в 1995 році фактично закінчила кар'єру роллю в картині «Острів головорізів», яка провалилася в прокаті. При бюджеті понад 100 млн фільм зібрав усього 10 млн і був занесений в «Книгу рекордів Гіннесса» як найпровальніший фільм усіх часів.

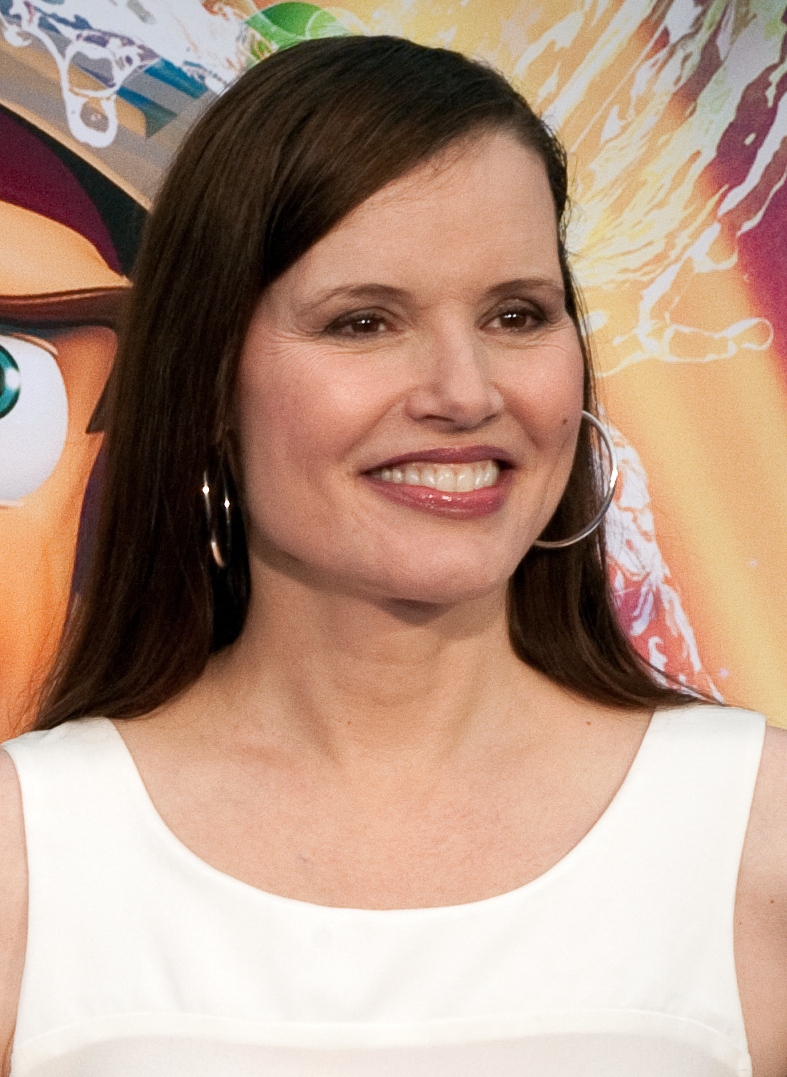
Джина Девіс, 2010

У 2000-2001 Девіс знялася в провальному ситкомі каналу ABC «Шоу Джини Девіс», який закрили після одного сезону. У неї також була роль другого плану у фільмі «Стюарт Літтл» в 1999, і його продовженні «Стюарт Літтл 2» в 2002. Вона з'явилася в епізоді серіалу «Уїлл і Грейс» в 2004, а в 2005 отримала головну роль президента США Маккензі Аллен в телесеріалі «Жінка-президент», за яку вона отримала «Золотий глобус» у 2006 і була номінована на «Еммі». Серіал знову не мав успіху і був закритий після неповного першого сезону з 19 епізодів. У 2009 році Девіс спробувала повернутися на телебачення, зігравши в пілоті серіалу «Захисниця» для каналу CBS, однак згодом продюсери замінили акторку на Еллі Вокер. У 2013 вона знялася в ще одному телевізійному пілоті, але і він виявився невдалим.
У 2016 році на телеканалі Fox відбулася прем'єра 1 сезону телесеріалу «Той, що виганяє диявола», в якому Девіс виконала роль Анджели Ренс. В тому ж році акторка виконала головну роль в науково-фантастичному фільм Майкла Алмерейди «Марджорі Прайм», де її партнерами були Лоїс Сміт, Джон Гемм і Тім Роббінс. Перший показ стрічки пройшов на кінофестивалі «Санденс». Він отримав визнання критики. На сайті Rotten Tomatoes рейтинг схвалення картини становить 89%.
У 2019 Девіс можна було побачити в серіалі «Блиск» на Netflix, а також почути в мультсеріалі «Ши-Ра і Непереможні принцеси», де вона озвучила героїню, на ім'я Хунтара.
У 2020 році планувався вихід бойовика «Агент Єва» за участю акторки. Головну роль у фільмі виконала Джессіка Честейн. Також в картині зіграли Колін Фаррелл і Джон Малкович.

## Особисте життя
З 25 березня 1982 по 26 лютого 1983 Девіс була одружена з ресторанним менеджером Річардом Еммоло, з 1 листопада 1987 по 17 жовтня 1990 — з актором і режисером Джеффом Голдблюмом, з 18 вересня 1993 по 21 червня 1998 — з режисером Ренні Гарліном.
1 вересня 2001 року Девіс одружилася з пластичним хірургом Резом Джаррахом, у них троє дітей: дочка Алізе Кешвар (нар. 10 квітня 2002) і хлопчики-близнюки Кіан Вільям і Каїса Стівен (нар. 6 травня 2004).
Девіс входить до «Менса» — спільноти людей з високим коефіцієнтом інтелекту.
В травні 2017 року акторка знялася в другому сезоні американського серіалу-горора «Той, що виганяє диявола» («Екзорцист») в ролі героїні, на ім'я Анджела Ренс. Стрічка транслювалася на телеканалі «Фокс». Навесні 2018 проєкт закрили.
Тоді ж чоловік Девіс подав на розлучення після майже 17 років шлюбу через «непримиренні розбіжності». У Голлівуді подейкують, що молодший на 15 років Реза зраджував дружині. Джарраха не тільки відмовився платити аліменти, а й, домагаючись спільної опіки над трьома синами, вимагає платити аліменти йому.

## Активізм
Джина Девіс виступає за рівність у спорті і заборону дискримінації жінок в навчальних закладах США.
Також акторка пропагує гендерну рівність у Голлівуді й ЗМІ. За свою роботу в цій галузі вона здобула почесний ступінь доктора витончених мистецтв в Бейтс-коледжі в травні 2009 року і Гуманітарну премію Джина Гершолта від Академії кінематографічних мистецтв і наук у 2019 році.
У 2011 році Девіс стала однією з небагатьох знаменитостей, які виступили з ініціативою щодо підвищення обізнаності про посуху в Східній Африці. Вона приєдналася до Уми Турман, Шанель Іман та Джоша Гартнетта в ТВ та інтернет-рекламі, щоб поділитися фактами про кризу.

### Спорт
У липні 1999 року Девіс була однією з 300 жінок, які боролися за місце в півфіналі олімпійської збірної США по стрільбі з лука для участі в літніх Олімпійських іграх 2000 року в Сіднеї. За підсумком відбору Девіс зайняла 24-те місце і не пройшла кваліфікацію в команду, проте отримала wild-card в Міжнародний конкурс «Золота стріла» в Сіднеї. Відомо, що знайомство Девіс зі стрільбою з лука відбулося в 1997 році.

## Фільмографія

### Фільми
| Рік  |     | Українська назва             | Оригінальна назва       | Роль                           |
| ---- | --- | ---------------------------- | ----------------------- | ------------------------------ |
| 1982 | ф   | Тутсі                        | Tootsie                 | Ейпріл Пейдж                   |
| 1985 | ф   | Флетч                        | Fletch                  | Ларрі                          |
| 1985 | ф   | Трансильванія 6-5000         | Transylvania 6-5000     | Одетта                         |
| 1986 | ф   | Муха                         | The Fly                 | Вероніка Квайф                 |
| 1988 | ф   | Бітлджус                     | Beetlejuice             | Барбара                        |
| 1988 | ф   | Земні дівчата легкодоступні  | Earth Girls Are Easy    | Валері Ґейл                    |
| 1988 | ф   | Турист мимоволі              | The Accidental Tourist  | Мюріель Прітчетт               |
| 1990 | ф   | Швидкі зміни                 | Quick Change            | Філліс Поттер                  |
| 1991 | ф   | Тельма і Луїза               | Thelma & Louise         | Тельма                         |
| 1992 | ф   | Їх власна ліга               | A League of Their Own   | Дотті Гінсон                   |
| 1992 | ф   | Герой                        | Hero                    | Гейл Гейлі                     |
| 1994 | ф   |                              | Angie                   | Енджі Скаччіансієрі            |
| 1994 | ф   |                              | Speechless              | Джулія Манн                    |
| 1995 | ф   | Острів горлорізів            | Cutthroat Island        | Морган Адамс                   |
| 1996 | ф   | Довгий поцілунок на добраніч | The Long Kiss Goodnight | Саманта Кейн / Чарлін Белтімор |
| 1999 | ф   | Стюарт Літтл                 | Stuart Little           | Елеонора Літтл                 |
| 2002 | ф   | Стюарт Літтл 2               | Stuart Little 2         | Елеонора Літтл                 |
| 2005 | мф  | Стюарт Літтл 3               | Stuart Little 3         | Елеонора Літтл (озвучення)     |
| 2009 | ф   |                              | Accidents Happen        | Глорія Конвей                  |
| 2013 | ф   |                              | In a World...           | Кетрін Галінг                  |
| 2014 | а   | Спогади про Марні            | 思い出のマーニー        | Йоріко Сасакі (англ. дубляж)   |
| 2016 | ф   |                              | Me Him Her              | місіс Ерлік                    |
| 2017 | ф   | Марджорі Прайм               | Marjorie Prime          | Тесс                           |
| 2017 | ф   |                              | Don't Talk to Irene     | у ролі самої себе              |
| 2018 | док |                              | This Changes Everything | у ролі самої себе              |
| 2020 | ф   | Агент Єва                    | Ava                     | Боббі                          |
| 2023 | ф   |                              | Fairyland               | Мунка                          |
| 2024 | ф   | Кліпни двічі                 | Blink Twice             | Стейсі                         |

### Серіали
| Рік       |    | Українська назва                  | Оригінальна назва                  | Роль                                                |
| --------- | -- | --------------------------------- | ---------------------------------- | --------------------------------------------------- |
| 1983—1984 | с  |                                   | Buffalo Bill                       | Венді Кілліан (26 епізодів)                         |
| 1983      | с  | Лицар доріг                       | Knight Rider                       | Грейс Феллон (Епізод: "K.I.T.T. the Cat")           |
| 1984      | с  | Острів фантазій                   | Fantasy Island                     | Патриція Грейсон (Епізод: "Don Juan's Lost Affair") |
| 1989      | с  | Суботнього вечора в прямому ефірі | Saturday Night Live                | гість (Епізод: "Geena Davis / John Mellencamp")     |
| 2000—2001 | с  |                                   | The Geena Davis Show               | Тедді Кокран (22 епізоди)                           |
| 2004      | с  | Вілл і Грейс                      | Will & Grace                       | Джанет Адлер (Епізод: "The Accidental Tsuris")      |
| 2005—2006 | с  |                                   | Commander in Chief                 | Президент Маккензі Аллен (18 епізодів)              |
| 2012      | с  | Кома                              | Coma                               | доктор Агнетта Ліндквіст (2 епізоди)                |
| 2014—2018 | с  | Анатомія Грей                     | Grey's Anatomy                     | доктор Ніколь Герман (13 епізодів)                  |
| 2016      | с  | Екзорцист                         | The Exorcist                       | Анжела Ренс (10 епізодів)                           |
| 2019      | мс | Ші-Ра і могутні принцеси          | She-Ra and the Princesses of Power | Хантара (3 епізоди)                                 |
| 2019      | с  | Блиск                             | GLOW                               | Сенді Деверо Сен-Клер (6 епізодів)                  |

## Призи й нагороди
1. Премія Оскар (1988): Краща акторка другого плану («Випадковий турист»).
2. Номінація на Оскар (1991): Краща акторка («Тельма і Луїза»).
3. Премія «Золотий глобус» (2005): Краща акторка на ТБ, драма («Головнокомандувач»).
4. Номінація на «Золотий глобус»: 1991 — Краща акторка, драма («Тельма і Луїза»); 1992 — Краща актор4а, комедія / мюзикл («Їх власна ліга»); 1994 — Краща акторка, комедія / мюзикл («Без слів»).
5. Номінація на премію Гільдії кіноакторів (2005): Краща акторка драматичного серіалу («Головнокомандувач»).
6. Номінація на премію Еммі (2006): Краща акторка в драматичному серіалі («Головнокомандувач»).
7. Премія «Давид ді Донателло» (1992): Краща іноземна акторка («Тельма і Луїза»).
8. Номінація на "BAFTA" (1991): Краща акторка («Тельма і Луїза»).
9. Номінація на премію «Сатурн»: 1986 — Краща акторка («Муха»); 1996 — Краща акторка («Довгий поцілунок на ніч»); 1999 — Краща акторка другого плану («Стюарт Літтл»).
10. Номінація на премію каналу «MTV»: 1992 — Краща акторка («Тельма і Луїза»); 1992 — Кращий екранний дует («Тельма і Луїза»); 1993 — Краща акторка («Їх власна ліга»).